# 大戸平廣吉
大戸平 廣吉（おおとひら ひろきち、1866年9月13日（慶応2年8月5日） - 1916年3月13日）は、陸奥国宮城郡（現宮城県仙台市宮城野区）出身で尾車部屋に所属した大相撲力士。本名は太田 廣吉（おおた ひろきち）。最高位は西大関。

## 来歴
1866年9月13日（慶応2年8月5日）に陸奥国宮城郡（現：宮城県仙台市宮城野区）で農家を営む家に二男として生まれた。幼少時代から筋肉が逞しい体格で、土地相撲では大関を務めていた。上京後に知人の世話で尾車部屋へ入門、1885年5月場所に序ノ口で初土俵を踏んだ。右差しから鋭い出足を最大限に生かして寄る取り口で順調に出世し、1890年5月場所で新十両昇進、1891年5月場所で新入幕を果たした。
入幕から2場所目となった1892年1月場所で7勝1敗2休の優勝相当成績を残すと、同年6月場所では関脇に昇進して6勝、1893年1月場所では早くも大関へ昇進した。この場所も8勝1預1休で無敗での優勝相当成績を挙げ、破竹の連勝街道を進んでいた小錦八十吉 (横綱)よりも先に横綱へ昇進するものと思われていたが、当時の角界でも一、二を争うほどの酒豪だったことで健康を害し、当然ながら相撲にも影響を及ぼしたことで昇進は果たせず、それどころか休場が増えてきたことで大関から陥落した。
1896年1月には初代高砂の横暴による「中村楼事件」が発生したことで西方力士の代表として、1月場所開催のボイコットと、「不正なる取締（高砂）の配下にあるを潔しとせず」とする檄文を東京大角力協会に送り、改革を迫り「東京大角觝協会申合規約」が作成され、高砂の排斥に成功した。大関陥落から2年が経過した1899年1月場所を最後に現役を引退し、尾車の死去によって3代・尾車を襲名した。
以前から両国の回向院で相撲が開催されていたが、屋外であることから興行が晴天日しか行えなかったことで、雨天時でも行える常設の建物が必要となり、雷と共に建設委員に名を連ね、1909年に建物が完成した。当初はこの建物を「大角力常設館」と呼んでいたが、尾車は江見水蔭執筆の初興行披露状にあった言葉「国技」から「国技館」と名付け、ここに旧・両国国技館が誕生した。それと同時に相撲が「国技」と呼ばれるようになった。
協会内では勝負検査役を務めるなど、重鎮として雷を補佐し、雷、友綱（初代海山）とともに「協会三智嚢」と称された。弟子の育成手腕にも優れており、大砲万右エ門を第18代横綱に、大坂相撲を脱退して上京したばかりの荒岩亀之助を大関にそれぞれ育て上げ、明治時代後期の主役力士を輩出した。報道機関にも理解を示し、新聞記者や相撲画家を部屋に招いては弟子に取り口や技を実演させて、それをスケッチさせるなど媒体を通しての相撲普及にも努めた。
1916年3月13日、食道がんのため死去、49歳没。墓所は東京都墨田区の弘福寺。

## エピソード
大戸平が最も嫌いな食べ物はラッキョウで、尾車襲名後のある日の朝稽古後、荒岩を呼んで「アッサリを買ってこい」と言って皿と代金を渡した。しかし荒岩はアッサリが何のことか判らず、長考した末に「あっさりした食べ物」として辣韭を大量に買ってきてしまった。
尾車は激怒して荒岩に皿ごと叩きつけた上に殴り飛ばし、挙句の果てにその場で破門を言い渡した。当時の荒岩は大坂相撲を脱退して上京した直後だったためにいまさら大坂に戻れず、必死に詫びた上に兄弟子や同僚の取り成しもあって破門は免れたという。

## 主な成績
- 通算成績：73勝26敗3分3預72休　勝率.737[1]
- 通算在位：28場所
- 幕内成績：59勝23敗3分3預72休　勝率.720
- 幕内在位：16場所（うち大関9場所、関脇2場所、小結1場所）
- 大関成績：33勝13敗1分1預42休　勝率.717
- 大関在位：9場所
- 優勝相当成績：2回（1892年1月場所、1893年1月場所）

### 場所別成績
| 1885年 （明治18年） | x                            | 東序ノ口17枚目 –              |
| 1886年 （明治19年） | 東序ノ口26枚目 –             | 東序二段61枚目 –              |
| 1887年 （明治20年） | 東序二段51枚目 –             | 東序二段36枚目 –              |
| 1888年 （明治21年） | 東三段目48枚目 –             | 西三段目15枚目 –              |
| 1889年 （明治22年） | 西幕下44枚目 –               | 西幕下21枚目 2–2 （対十両戦） |
| 1890年 （明治23年） | 西幕下2枚目 1–2 （対十両戦） | 東十両10枚目 6–3              |
| 1891年 （明治24年） | 東十両4枚目 8–0              | 西前頭7枚目 4–2–4             |
| 1892年 （明治25年） | 西前頭4枚目 7–1–2            | 西関脇 6–1–1 2預              |
| 1893年 （明治26年） | 西大関 8–0–1 1預             | 西大関 4–4–2                  |
| 1894年 （明治27年） | 西大関 0–0–10                | 西大関 6–2–1 1分              |
| 1895年 （明治28年） | 西大関 0–0–10                | 西張出大関 4–1–5              |
| 1896年 （明治29年） | 西大関 6–3–1                 | 西大関 0–0–10                 |
| 1897年 （明治30年） | 西大関 5–3–2                 | 西張出関脇 4–4–1 1分          |
| 1898年 （明治31年） | 西前頭筆頭 5–2–2 1分         | 西小結 0–0–10                 |
| 1899年 （明治32年） | 西前頭3枚目 引退 0–0–10      | x                             |
| 各欄の数字は、「勝ち-負け-休場」を示す。 優勝 引退 休場 十両 幕下 三賞：敢=敢闘賞、殊=殊勲賞、技=技能賞 その他：★=金星 番付階級：幕内 - 十両 - 幕下 - 三段目 - 序二段 - 序ノ口 幕内序列：横綱 - 大関 - 関脇 - 小結 - 前頭（「#数字」は各位内の序列） |                              |                               |

- この時代は、幕内力士は千秋楽（10日目）には取組が組まれず、出場しないのが常態であったので、各場所の1休はそれに該当するものであり、実質的には9日間で皆勤である。
- 幕下以下の地位は小島貞二コレクションの番付実物画像による。また当時の幕下以下の星取・勝敗数等に関する記録については2024年現在相撲レファレンス等のデータベースに登録がなく、特に序二段や序ノ口などについては記録がほとんど現存していないと思われるため、幕下以下の勝敗数等は暫定的に対十両戦の分のみを示す。